# Творожников, Иван Иванович
Иван Иванович Творожников (10 [22] октября 1848 — 14 июня 1919) — русский живописец-жанрист, последователь передвижников, заметная фигура среди петербургских художников времён контрреформ и Серебряного века, педагог. Академик Императорской Академии художеств (с 1906), преподаватель Высшего художественного училища (с 1895).

## Биография
Родился в 1848 году в семье завидовских крепостных крестьян в деревне Жуково (ныне не существующей) Тверской губернии.
Окончил Академию художеств с малой и большой серебряными медалями. Расписал иконостас для церкви в Астрахани и исполнил два портрета императора Александра II. Портреты императору понравились. Он расписывал храм Христа Спасителя в Москве (в 1883 году награждён за эти работы орденом Святой Анны 3-й степени), Исаакиевский собор в Петербурге. В 1880-х годах живописец вернулся в родную деревню Жуково. «Перетряхнул, — вспоминает его биограф Н. Рогожин, — гнилую отцовскую избушку, шатер на огороде сделал да целыми летами и занимался в деревне рисованием».
Впоследствии получил малую и большую золотые медали за следующие программы: «Давид играет на гуслях перед Саулом» (1873) и «Апостол Павел объясняет догматы веры в присутствии царя Агриппы и сестры его Береники» (1875). В 1893 году картина Творожникова «Продавец душеспасительных книжек» (1888) выставлялась на Всемирной выставке в Чикаго и открывала иллюстрированный каталог выставки, составленный Чарльзом Куртцем.
В 1895 Творожникова пригласили на должность преподавателя натурного класса Академии художеств. В 1898 стал профессором, в 1906 году удостоен звания академика живописи. Его учениками были: А. Е. Осипов; Е. Чепцов; И. Шульга; П. Шухмин, В. Кузнецов и многие другие.
Похоронен на Смоленском кладбище.
Был женат на Ольге Дмитриевне Толстовой (1888 — ?).

## Известные работы
- «Поручик Василий Мирович у трупа Иоанна Антоновича 5-го июля 1764 года в Шлиссельбургской крепости» (1884);
- «Сцены быта из деревенской жизни» (1886);
- «Продавец душеспасительных книжек» (1888);
- «Бабушка и внучка» (1889);
- «Мальчик с хворостом» (1889).

## Галерея

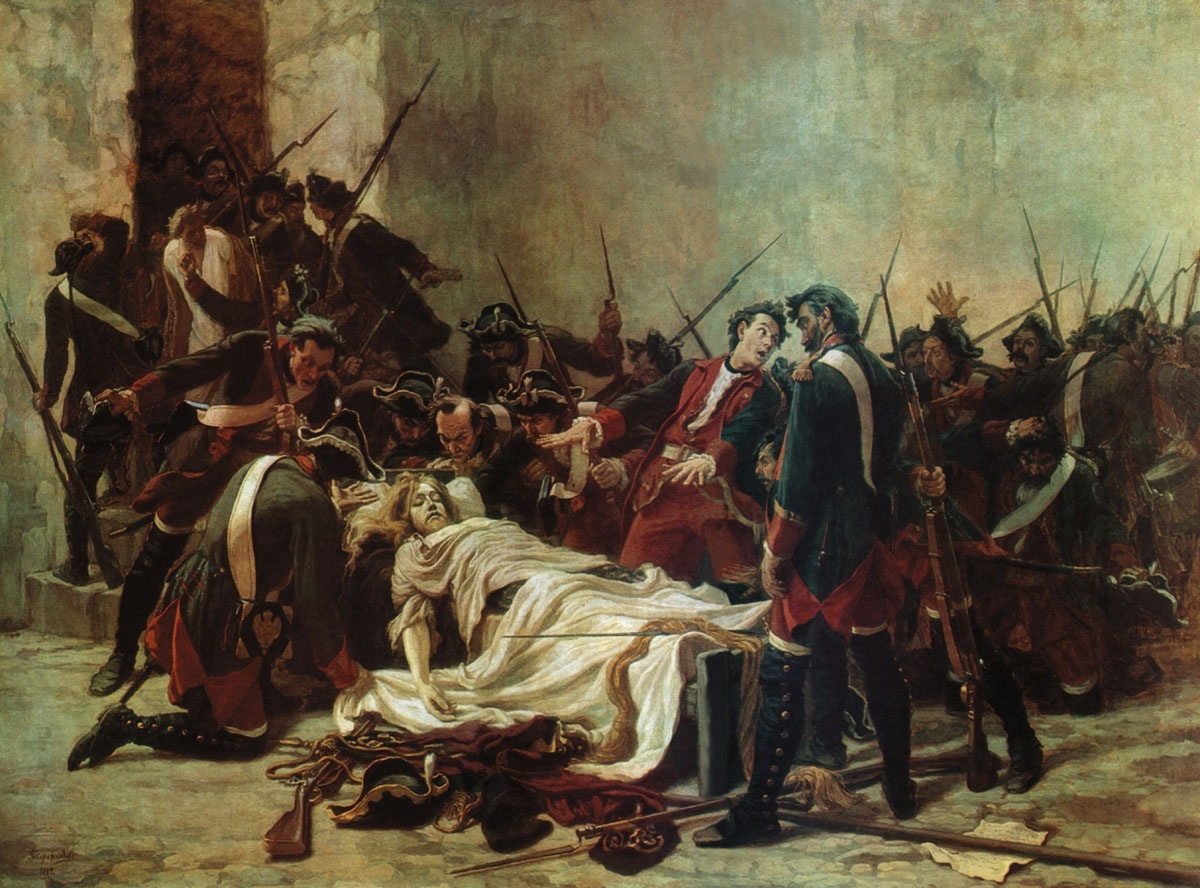
Мирович перед телом Ивана VI (1884)
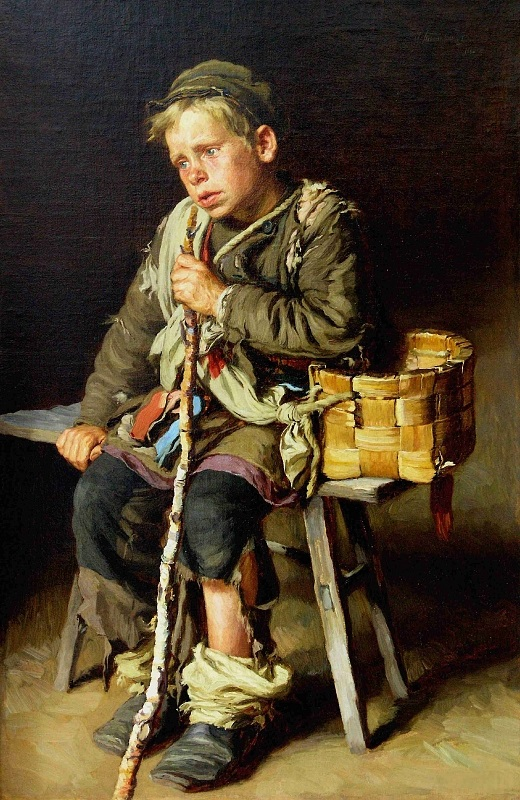
Мальчик-нищий с корзиной (1886)
Продавец образков (1887)
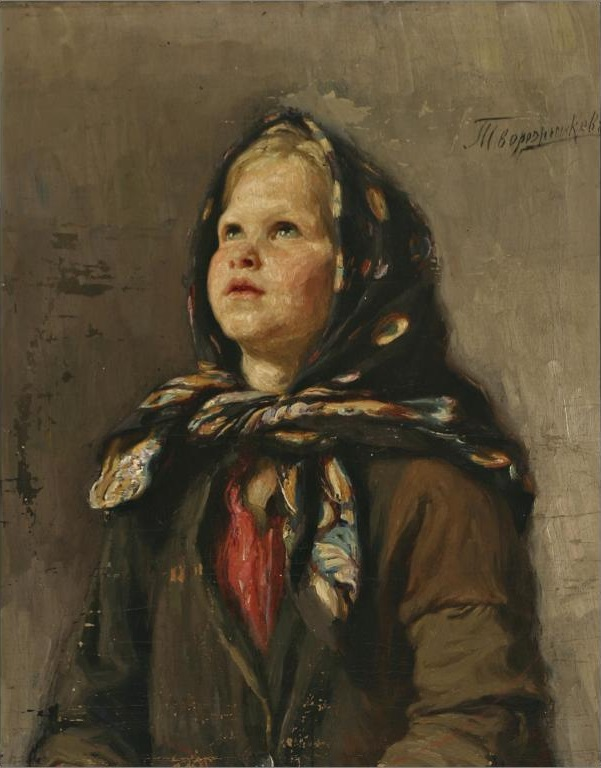
Девушка с шарфом
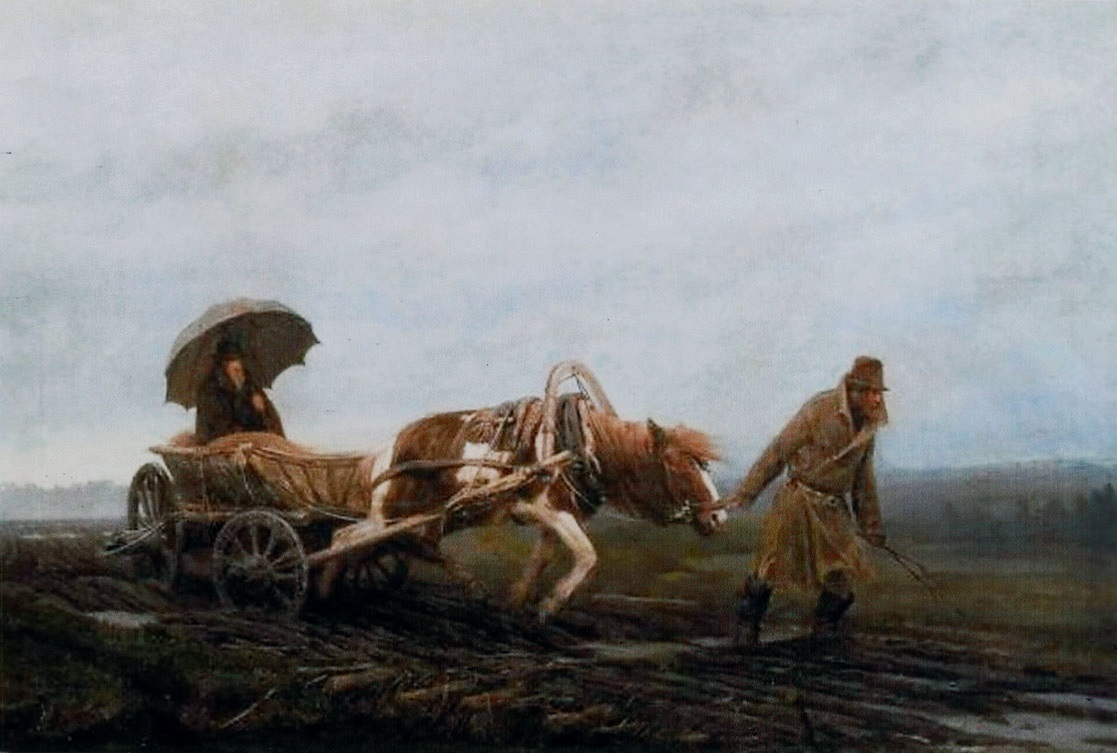
Бездорожье в Тверской губернии. Земский врач
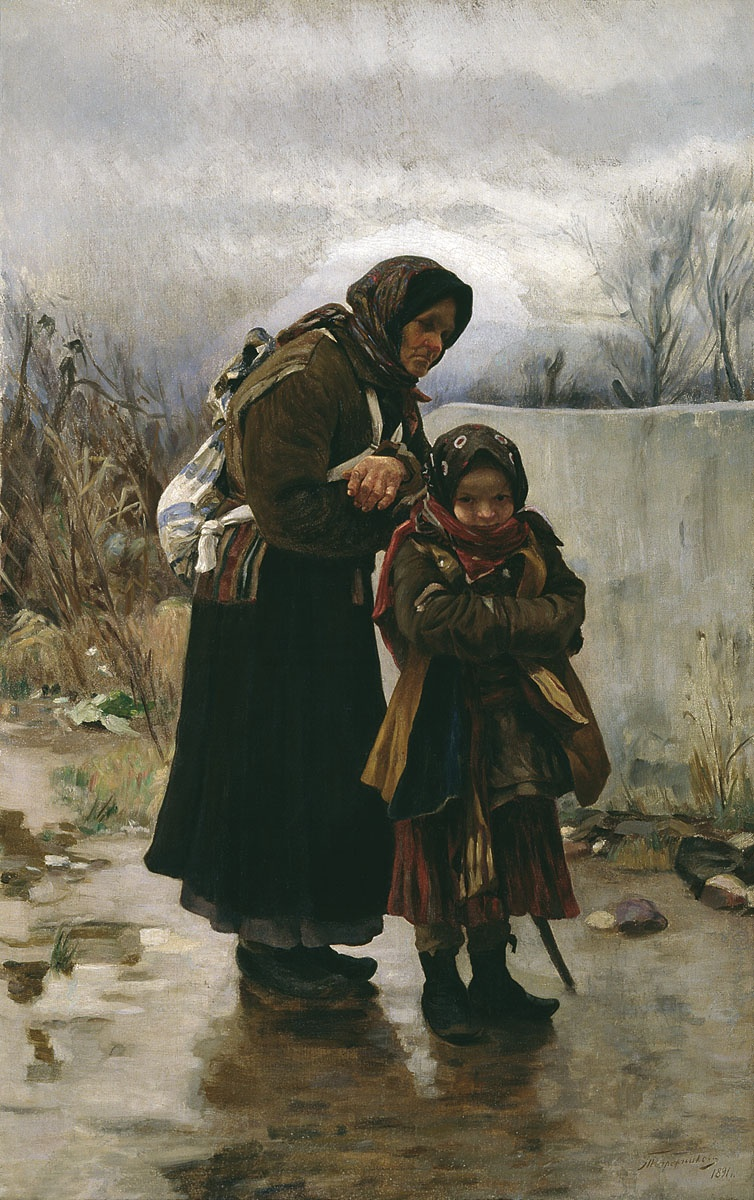
Бабушка и внучка (1891)